# Mumien (1999)
Mumien (engelska The Mummy) är en amerikansk äventyrs-actionfilm från 1999 i regi av Stephen Sommers med Brendan Fraser och Rachel Weisz i huvudrollerna. Filmen hade Sverigepremiär den 9 juli 1999.

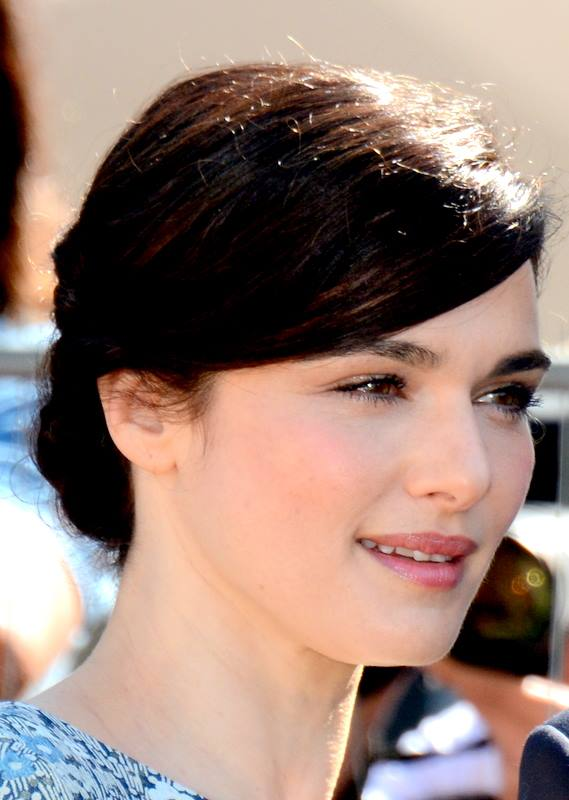
Rachel Weisz spelade rollen som Evelyn Carnahan. Bilden är från 2015.

## Handling
Översteprästen Imhotep blev en gång levande begravd och mumifierad som straff för att ha gjort uppror mot Farao. Ovanpå det lades den grymmaste förbannelsen över honom. År 1923 störs hans gravkammare, bland annat av en grupp amerikanska arkeologer, och översteprästen vaknar till liv igen; med sig som vapen för han Egyptens 10 farsoter.

## Om filmen
Inspelningen av filmen inleddes den 4 maj 1998 i Marrakech, Marocko och varade i 17 veckor. Teamet fick utstå både torka, sandstormar och ormar under tagningarna i Sahara. Förutom i Marocko är filmen inspelad i Egypten, England och USA.
Filmen är löst baserad på Mumien vaknar från 1932.
Mumien nominerades till en Oscar för bästa ljud.

## Rollista (urval)
| Brendan Fraser     | – Richard 'Rick' O'Connell |
| Rachel Weisz       | – Evelyn Carnahan          |
| John Hannah        | – Jonathan Carnahan        |
| Arnold Vosloo      | – Överstepräst Imhotep     |
| Kevin J. O'Connor  | – Beni Gabor               |
| Jonathan Hyde      | – Dr. Allen Chamberlain    |
| Oded Fehr          | – Ardeth Bay               |
| Erick Avari        | – Dr. Terence Bey          |
| Bernard Fox        | – Kapten Winston Havelock  |
| Patricia Velásquez | – Anck Su Namun            |
| Stephen Dunham     | – Mr. Henderson            |
| Corey Johnson      | – Mr. Daniels              |
| Tuc Watkins        | – Mr. Burns                |
| Omid Djalili       | – Warden Gad Hassan        |
| Aharon Ipalé       | – Farao Seti I             |